# Deutscher Nachhaltigkeitskodex
Der Deutsche Nachhaltigkeitskodex (DNK) ist ein branchenübergreifender Transparenzstandard für die Berichterstattung unternehmerischer Nachhaltigkeitsleistungen und kann von Unternehmen und Organisationen jeder Größe und Rechtsform genutzt werden. Er wurde 2011 vom Rat für Nachhaltige Entwicklung in einem Stakeholder-Prozess entwickelt und seitdem mehrfach überarbeitet. 2017 wurden die gesetzlichen Anforderungen des CSR-Richtlinie-Umsetzungsgesetzes integriert.

## Allgemeines
Der Deutsche Nachhaltigkeitskodex (DNK) bietet einen Rahmen für die Berichterstattung nichtfinanzieller Leistungen, der von Organisationen und Unternehmen jeder Größe und Rechtsform auch international genutzt werden kann. Er wurde am 13. Oktober 2011 nach einem Stakeholder-Prozess vom Rat für Nachhaltige Entwicklung beschlossen. Der DNK macht unternehmerische Nachhaltigkeitsleistungen sichtbar und mittels Standardisierung besser vergleichbar. Er verbreitert damit die Basis für die Bewertung von Nachhaltigkeit und beschreibt Mindestanforderungen für berichtende Unternehmen und Organisationen. Um den DNK zu erfüllen, erstellen Anwender eine Entsprechenserklärung über 20 DNK-Kriterien zu Strategie, Prozessmanagement, Umweltbelangen, Arbeitnehmerbelangen und Gesellschaft sowie Unternehmensführung. Ergänzend berichten oder erklären sie wahlweise 28 ausgewählte Leistungsindikatoren der Global Reporting Initiative (GRI) oder die 16 Indikatoren der European Federation of Financial Analysts Societies (EFFAS). Die Leistungsindikatoren werden entweder berichtet (comply) oder die Abweichung wird erläutert (explain). Dies ist beispielsweise möglich, wenn Daten noch nicht erhoben werden oder die geforderten Informationen für den Geschäftsfall nicht wesentlich sind. Zudem sind branchenspezifische Ergänzungen bzw. Orientierungshilfen und Leitfäden für Sparkassen, den Bundesverband deutscher Banken, Wohnungswirtschaft, Ernährungswirtschaft, Abfallwirtschaft und Stadtreinigung sowie ein hochschulspezifischer DNK verfügbar. Im Ergebnis beschreiben Anwender den Kern unternehmerischer Nachhaltigkeit in ihrem konkreten Geschäftsfall. Darüber hinaus erhalten sie neue Impulse für die Integration von Nachhaltigkeit in das Kerngeschäft und verschaffen sich somit langfristig einen Wettbewerbsvorteil. Die Entsprechenserklärungen der Unternehmen werden auf der DNK-Website in einer Datenbank veröffentlicht.

## Geschichte
Der Rat für Nachhaltige Entwicklung initiierte den Deutschen Nachhaltigkeitskodex nach Gesprächen mit Politik, Investoren und Analysten aus der Finanzwelt, Unternehmen und zivilgesellschaftlichen Organisationen. Nach umfangreichen Vorarbeiten auf Expertenebene legte der Nachhaltigkeitsrat am 29. November 2010 einen ersten Entwurf vor und lud die Öffentlichkeit und alle Unternehmen zu einem Dialog darüber ein. Bis zum Ende der Dialogphase am 25. Februar 2011 gingen knapp achtzig Stellungnahmen und Diskussionsbeiträge beim Rat ein. Diese Beiträge, ein Qualifizierungsworkshop mit Unternehmen am 9. Mai 2011 und die Erfahrungen eines Praxistests von Juni bis August 2011 bildeten die Grundlage für die Weiterentwicklung des Entwurfs. Auf dem Multistakeholderforum am 26. September 2011 in Frankfurt am Main wurden vor allem Fragen nach dem Geltungsbereich des Kodex und zu seiner Implementierung öffentlich diskutiert. Die Ergebnisse flossen in die beschlussfassende Sitzung des Nachhaltigkeitsrates am 13. Oktober 2011 ein. Der Rat für Nachhaltige Entwicklung hat den Deutschen Nachhaltigkeitskodex vom 13. Oktober 2011 inzwischen in einer vierten aktualisierten Fassung vom Juli 2017 vorgelegt. Bundeskanzlerin Angela Merkel würdigte am 25. Juni 2012 in ihrer Rede bei der Jahreskonferenz des Rates für Nachhaltige Entwicklung den Deutschen Nachhaltigkeitskodex. Er sei eine gute Orientierung für nachhaltiges Wirtschaften.
Im Vorwort des DNK lädt Angela Merkel „jedes Unternehmen dazu ein, den Deutschen Nachhaltigkeitskodex anzuwenden und die Chance nachhaltigen Wirtschaftens noch besser zu nutzen.“ Die aktuelle Fassung des DNK ist rechtskonform mit den Anforderungen des CSR-Richtlinie-Umsetzungsgesetzes, das die europäische Richtlinie zur nichtfinanziellen Berichterstattung von Unternehmen (2014/95/EU) in nationales Recht umsetzte. Unternehmen können somit den DNK zur Erstellung einer nichtfinanziellen Erklärung verwenden.

## Anwendung
Unternehmen setzen häufig zunächst ein Nachhaltigkeitsteam auf bzw. binden dieses ein. Die Projektgruppe stellt dann fest, an welchen Stellen gegebenenfalls Informationen fehlen und wer im Unternehmen diese liefern könnte und trägt im Folgenden alle quantitativen und qualitativen Informationen für die jeweiligen Kriterien zusammen. Das Unternehmen legt ein Unternehmensprofil in der Datenbank an, über welches sich die Informationen eintragen lassen. Dann wird die Entsprechenserklärung vom DNK-Team auf formelle Vollständigkeit überprüft. Wird zu allen Kriterien nach dem „Comply- oder Explain-Prinzip“ berichtet, veröffentlicht das DNK-Team, oder auf Wunsch das Unternehmen selbst, die Entsprechenserklärung. Andernfalls erhält das Unternehmen Feedback zu der noch zu ergänzenden Information, bevor die Erklärung freigeschaltet wird. Die DNK-Entsprechenserklärungen sind allen Interessierten in einer kostenfreien Datenbank zugänglich. Die Umsetzung wurde in den ersten Jahren im Rahmen eines Projektes des Sustainable Business Institute (SBI) vom Bundesministerium für Bildung und Forschung (BMBF) gefördert.

### Erfüllung der CSR-Berichtspflicht
Ab dem Geschäftsjahr 2017 müssen zahlreiche größere Unternehmen in Deutschland und der EU Daten zu Umwelt-, Sozial- und Arbeitnehmerbelangen, zur Achtung der Menschenrechte und Bekämpfung von Korruption bereitstellen. So fordert es die EU-Richtlinie 2014/95/EU vom 22. Oktober 2014 zur Offenlegung nichtfinanzieller und die Diversität betreffender Informationen. Laut der Hans Böckler Stiftung sind in Deutschland ca. 540 große Unternehmen von der Berichtspflicht betroffen. Verschont bleiben große nichtbörsenorientierte Unternehmen. Indirekt werden darüber hinaus insbesondere auch mittelständische Unternehmen (KMU) betroffen sein. Ein externes juristisches Gutachten bestätigte, dass Anwender bereits jetzt mit dem DNK die 2014 verabschiedete EU-Berichtspflicht zu nichtfinanziellen Informationen in allen Aspekten erfüllen.

### DNK für KMU
Der DNK eignet sich insbesondere für kleine und mittlere Unternehmen (KMU), da er einfach handhabbar ist. Der Rat für Nachhaltige Entwicklung hat in Kooperation mit der Bertelsmann Stiftung einen Leitfaden für KMU erstellt, der Schritt für Schritt zur Entsprechenserklärung führt. Laut dem Leitfaden gehört für viele Mittelständler Nachhaltigkeit zum Geschäftsalltag. Allerdings werden die Leistungen oftmals nicht dokumentiert – genau hier soll die Entsprechenserklärung ansetzen und den KMU ein Mittel zur Dokumentation gegenüber der Öffentlichkeit bieten.

### Übersicht über die DNK-Kriterien und Leistungsindikatoren
Im Folgenden aufgelistete Leistungsindikatoren der Global Reporting Initiative (GRI) und des Dachverbands der nationalen Verbände der europäischen Finanzanalysten (European Federation of Financial Analysts Societies, EFFAS) unterstützen die DNK-Berichterstattung. Die Unternehmen können dabei frei entscheiden, welches Indikatorenset sie berichten (GRI G4/SRS oder EFFAS). Diese Entscheidung soll für den gesamten Kodex beibehalten werden.
| DNK-Kriterien                                                                                     | Leistungsindikatoren |
| ------------------------------------------------------------------------------------------------- | --- |
| Strategie                                                                                         | |
| 1. Strategische Analyse und Maßnahmen 2. Wesentlichkeit 3. Ziele 4. Tiefe der Wertschöpfungskette | - keine |
| Prozessmanagement                                                                                 | |
| 5. Verantwortung 6. Regeln und Prozesse 7. Kontrolle                                              | - GRI SRS-102-16 Werte, Prinzipien, Standards und Verhaltensnormen einer Organisation. - EFFAS S06-01 Anteil aller Lieferanten und Partner innerhalb der Lieferkette, die auf die Einhaltung von ESG-Kriterien bewertet wurden. - EFFAS S06-02 Anteil aller Lieferanten und Partner innerhalb der Lieferkette, die auf die Einhaltung von ESG-Kriterien auditiert wurden. |
| 8. Anreizsysteme                                                                                  | - GRI SRS-102-35a Vergütungspolitik. - GRI SRS-102-38 Verhältnis der Jahresgesamtvergütung. |
| 9. Beteiligung von Anspruchsgruppen                                                               | - GRI SRS-102-44 Schlüsselthemen und Anliegen. |
| 10. Innovations- und Produktmanagement                                                            | - G4-FS11 (auch zu berichten bei GRI SRS) Prozentsatz der Finanzanlagen, die eine positive oder negative Auswahlprüfung nach Umwelt- oder sozialen Faktoren durchlaufen. - EFFAS E13-01 Verbesserung der Energieeffizienz der eigenen Produkte im Vergleich zum Vorjahr. - EFFAS V04-12 Gesamtinvestitionen (CapEx) in Forschung für ESG-relevante Bereiche des Geschäftsmodells, z. B. ökologisches Design, ökoeffiziente Produktionsprozesse, Verringerung des Einflusses auf Biodiversität, Verbesserung der Gesundheits- und Sicherheitsbedingungen für Mitarbeiter und Partner der Lieferkette, Entwicklung von ESG-Chancen der Produkte, u. a. in Geldeinheiten bewertet, z. B. als Prozent des Umsatzes. |
| Umwelt                                                                                            | |
| 11. Inanspruchnahme natürlicher Ressourcen 12. Ressourcenmanagement                               | - GRI SRS-301-1 Eingesetzte Materialien nach Gewicht oder Volumen. - GRI SRS-302-1 Energieverbrauch innerhalb der Organisation. - GRI SRS-302-4 Verringerung des Energieverbrauchs. - GRI SRS-303-1 Wasserentnahme nach Quelle. - GRI SRS-306-2 Abfall nach Art und Entsorgungsverfahren. - EFFAS E04-01 Gesamtgewicht des Abfalls. - EFFAS E05-01 Anteil des gesamten Abfalls, der recycelt wird. - EFFAS E01-01 Gesamter Energieverbrauch. |
| 13. Klimarelevante Emissionen                                                                     | - GRI SRS-305-1 Direkte THG-Emissionen (Scope 1). - GRI SRS-305-2 Indirekte energiebedingte THG-Emissionen (Scope 2). - GRI SRS-305-3 Sonstige indirekte THG-Emissionen (Scope 3). - GRI SRS-305-5 Senkung der THG-Emissionen. - EFFAS E02-01 Gesamte THG-Emissionen (Scope 1, 2, 3). |
| Gesellschaft                                                                                      | |
| 14. Arbeitnehmerrechte 15. Chancengerechtigkeit 16. Qualifizierung                                | - GRI SRS-403-2 Art und Rate der Verletzungen, Berufskrankheiten, Arbeitsausfalltage und Abwesenheit sowie die Zahl arbeitsbedingter Todesfälle. - GRI SRS-403-4 Gesundheits- und Sicherheitsthemen, die in formellen Vereinbarungen mit Gewerkschaften behandelt werden. - GRI SRS-404-1 Durchschnittliche Stundenzahl für Aus- und Weiterbildung pro Jahr und Angestelltem. - GRI SRS-405-1 Vielfalt in Leitungsorganen und der Angestellten. - GRI SRS-406-1 Diskriminierungsvorfälle und ergriffene Abhilfemaßnahmen. - EFFAS S03-01 Altersstruktur und -verteilung: Anzahl Vollzeitäquivalente (VZÄ) nach Altersgruppen. - EFFAS S10-01 Anteil weiblicher VZÄ an der Gesamtmitarbeiterzahl. - EFFAS S10-02 Anteil weiblicher VZÄ in Führungspositionen im Verhältnis zu gesamten VZÄ in Führungspositionen. - EFFAS S02-02 Durchschnittliche Ausgaben für Weiterbildung pro VZÄ pro Jahr. |
| 17. Menschenrechte                                                                                | - GRI SRS-412-3 Erhebliche Investitionsvereinbarungen und -verträge, die Menschenrechtsklauseln enthalten oder auf Menschenrechtsaspekte geprüft wurden. - GRI SRS-412-1 Geschäftsstandorte, an denen eine Prüfung auf Einhaltung der Menschenrechte oder eine menschenrechtliche Folgenabschätzung durchgeführt wurde. - GRI SRS-414-1 Neue Lieferanten, die anhand von sozialen Kriterien überprüft wurden. - GRI SRS-414-2 Negative soziale Auswirkungen in der Lieferkette und ergriffene Maßnahmen. - EFFAS S07-02 II Prozentsätze aller Einrichtungen, die nach SA8000 zertifiziert sind. |
| 18. Gemeinwesen                                                                                   | - GRI SRS-201-1 Direkt erwirtschafteter und verteilter wirtschaftlicher Wert. |
| 19. Politische Einflussnahme                                                                      | - GRI SRS-415-1 Parteispenden. - EFFAS G01-01 Zahlungen an politische Parteien in Prozent vom Gesamtumsatz. |
| 20. Gesetzes- und richtlinienkonformes Verhalten                                                  | - GRI SRS-205-1 Geschäftsstandorte, die in Hinblick auf Korruptionsrisiken geprüft wurden. - GRI SRS-205-3 Bestätigte Korruptionsvorfälle und ergriffene Maßnahmen. - GRI SRS-419-1 Nichteinhaltung von Gesetzen und Vorschriften im sozialen und wirtschaftlichen Bereich. - EFFAS V01-01 Ausgaben und Strafen nach Klagen und Prozessen wegen wettbewerbswidrigen Verhaltens, Kartell- und Monopolverstößen. - EFFAS V02-01 Prozent vom Umsatz in Regionen mit einem Transparency International Corruption Index unter 60. |

## Nutzen
Der Standard verschafft Analysten und anderen Stakeholdern Informationen, um die Nachhaltigkeitsleistungen bewerten zu können. Hauptzielgruppe des Instruments ist der Kapitalmarkt.
Der Nutzen des DNK liegt in seiner komprimierten und anwenderfreundlichen Form: Sie stellt Unternehmen aller Größen einen Rahmen zur Berichterstattung über das eigene Nachhaltigkeitsmanagement zur Verfügung. Die klare Struktur und die Konzentration auf die wesentlichen Kriterien stellen zentrale Vorteile des DNK dar. Sie fördern die Vergleichbarkeit der Angaben. Er ist insbesondere für alle Unternehmen und Organisationen ohne etabliertes Berichtswesen sinnvoll. Um eine höhere Glaubwürdigkeit zu erzielen, steht es Unternehmen frei, die Informationen durch Dritte überprüfen zu lassen.

## Schulungskonzept
Der Rat für Nachhaltige Entwicklung hat ein Schulungskonzept zur Anwendung des DNK entwickelt, das insbesondere kleinen und mittleren Unternehmen den Weg in die Berichterstattung ebnet. Das Konzept beinhaltet die kostenfreie Nutzung einer Toolbox, die Vermittlung von DNK-Schulungspartnern und die Unterstützung bei der Planung von Veranstaltungen zum Themenkomplex CSR und Nachhaltigkeitsberichterstattung.
Für die Schulungen zum DNK stehen Trainer aus DNK-Partnerorganisationen zur Verfügung. Die DNK-Schulungspartner haben selbst eine Schulung zum DNK durchlaufen und eine Entsprechenserklärung eingereicht und bieten nun deutschlandweit Trainings an. Wenn vorhanden, wird auch der Kontakt zu einem Mentor-Unternehmen in der Nähe hergestellt, das bereits erprobter DNK-Anwender ist und aus der Praxis berichten kann.